# アブドゥル・サタール・ミルザクワル
アブドゥル・サタール・ミルザクワル（英語: Abdul Sattar Mirzakwal）は、アフガニスタンの政治家。アフガニスタン・イスラム共和国内務相代行。

## 来歴
クナル州知事、クンドゥーズ州知事などを経て、2021年6月19日、内務相代行への任命が発表された。2021年8月15日、ビデオ声明にて5月からの攻勢によってアフガニスタン全土を支配下に置いたターリバーン側へ平和裏に権力の移行を進めると表明した。